# Campeonato Amateur de Guayaquil 1939
El Campeonato Amateur de Guayaquil de 1939, más conocido como Liga de Guayaquil 1939, fue la 18.ª edición de los torneos amateurs del Guayas y fue organizado por la FEDEGUAYAS.
Durante este torneo se coronaría como campeón del torneo al Panamá que por segunda vez consecutiva lograría retener el título conseguido en la temporada pasada y a diferencia del año anterior solamente perdería en un solo encuentro que sería el inaugural ante Patria equipo que este sería el primero de sus 3 subcampeonatos consecutivos en el caso de cuadro con más anotaciones se lo llevaría el campeón Panamá con 16 anotaciones, mientras que la valla menos vencida sería para el Patria con solo 5 anotaciones en contra, mientras en el tema descenso el Norte América sería el equipo que descendiera, mientras que el equipo que lograría el ascenso sería para el cuadro de Diablo Rojo equipo que no solo saldría campeón de la División Intermedia sino también que regresaba a la división de honor tras 12 años de ausencia.
El Panamá obtendría por segunda vez el título en este torneo mientras que el Patria obtendría su cuarto subcampeonato.

## Formato del torneo
La Liga de Guayaquil 1939 se jugó con el formato de una sola etapa y fue de la siguiente manera:
Primera Etapa (Etapa Única)
La Primera Etapa se jugó un todos contra todos en encuentros de solo ida dando un total de 5 fechas en la cual se definirá al campeón e subcampeón de la temporada a los dos equipos de mejor puntaje en caso de igualdad de puntos se lo definiría por gol diferencia.

## Sede
| Guayaquil        |
| ---------------- |
| Municipal        |
| Capacidad: 5 000 |
|                  |

## Equipos participantes
Estos fueron los 6 equipos que participaron en la Liga de Guayaquil de 1939.
| Equipos participantes | Equipos participantes | Equipos participantes | Equipos participantes |
| --------------------- | --------------------- | --------------------- | --------------------- |
| Italia                | Panamá                | Uruguay               |                       |
| Norte América         | Patria                | 9 de Octubre          |                       |

## Única Etapa

### Partidos y resultados
| Fecha 1      | Fecha 1   | Fecha 1          |
| Equipo Local | Resultado | Equipo Visitante |
| ------------ | --------- | ---------------- |
| Panamá       | 1-3       | Patria           |
| 9 de Octubre | 1-1       | Italia           |
| Norteamérica | 0-4       | Uruguay          |

| Fecha 2      | Fecha 2   | Fecha 2          |
| Equipo Local | Resultado | Equipo Visitante |
| ------------ | --------- | ---------------- |
| Uruguay      | 3-7       | 9 de Octubre     |
| Patria       | 1-1       | Norteamérica     |
| Panamá       | 3-2       | Italia           |

| Fecha 3      | Fecha 3   | Fecha 3          |
| Equipo Local | Resultado | Equipo Visitante |
| ------------ | --------- | ---------------- |
| Panamá       | 7-1       | Uruguay          |
| 9 de Octubre | 2-0       | Norteamérica     |
| Italia       | 2-2       | Patria           |

| Fecha 4      | Fecha 4   | Fecha 4          |
| Equipo Local | Resultado | Equipo Visitante |
| ------------ | --------- | ---------------- |
| Uruguay      | 1-2       | Patria           |
| 9 de Octubre | 0-2       | Panamá           |
| Norteamérica | 2-2       | Italia           |

| Fecha 5      | Fecha 5   | Fecha 5          |
| Equipo Local | Resultado | Equipo Visitante |
| ------------ | --------- | ---------------- |
| Panamá       | 3-1       | Norteamérica     |
| Patria       | 4-2       | 9 de Octubre     |
| Uruguay      | 1-1       | Italia           |

### Tabla de posiciones
|  |  |    | Equipo        | PJ | PG | PE | PP | GF | GC | DG | PTS |
|  |  | -- | ------------- | -- | -- | -- | -- | -- | -- | -- | --- |
|  |  | 1. | Panamá        | 5  | 4  | 0  | 1  | 16 | 7  | +9 | 8   |
|  |  | 2. | Patria        | 5  | 3  | 2  | 0  | 12 | 5  | +7 | 8   |
|  |  | 3. | 9 de Octubre  | 5  | 2  | 1  | 2  | 12 | 10 | +2 | 5   |
|  |  | 4. | Italia        | 5  | 0  | 4  | 1  | 8  | 9  | -1 | 4   |
|  |  | 5. | Uruguay       | 5  | 1  | 1  | 3  | 10 | 17 | -7 | 3   |
|  |  | 6. | Norte América | 5  | 0  | 2  | 3  | 4  | 12 | -8 | 2   |

 Pts=Puntos; PJ=Partidos jugados; G=Partidos ganados; E=Partidos empatados; P=Partidos perdidos; GF=Goles a favor; GC=Goles en contra; Dif=Diferencia de gol
|  | Campeón anual.                   |
|  | Vicecampeón anual                |
|  | Descendió a la Serie Intermedia. |

### Campeón
|                    |
| Panamá 2.do Título |